# Trenčianske Teplice
Trenčianske Teplice és una ciutat d'Eslovàquia. Es troba a la regió de Trenčín.
La ciutat de Trenčianske Teplice és coneguda no només per les seves aigües termals i els balnearis, sinó també per un festival internacional de cinema Art film i el Pont de la Fama. No lluny de la ciutat també hi ha un petit poble de Motešice, conegut molt bé per la granja de cria de cavalls i les curses de cavalls. "Green Frog" és un nom per al complex esportiu i recreatiu, molt popular entre els locals, que va ser renovat i reobert el 2015.

## Història
La primera menció escrita de la vila es remunta al 1379. A mitjan segle XIII com a terra Teplicza era propietat de la família Cseszneky de Milvány.

## Demografia
| Godina             | 1994 | 2004   | 2014   | 2024   |
| ------------------ | ---- | ------ | ------ | ------ |
| Nombre de persones | 4569 | 4297   | 4130   | 3909   |
| Diferència         |      | −5,95% | −3,88% | −5,35% |

| Godina             | 2023 | 2024   |
| ------------------ | ---- | ------ |
| Nombre de persones | 3908 | 3909   |
| Diferència         |      | +0,02% |

## Ciutats agermanades
- Aschersleben, Alemanya[4]
- Tuzla, Turquia[5]
- Bad Deutsch-Altenburg, Àustria
- Spitz, Àustria
- Uherský Ostroh, República Txeca
- Vsetín, República Txeca[6]
- Wilamowice, Polònia[7]
- Żarki, Polònia
- Nałęczów, Polònia